# Francisco Llano de la Encomienda
Francisco Llano de la Encomienda était un général espagnol et dirigeant militaire des forces républicaines pendant la guerre civile espagnole.

## Biographie
Il est né en 1879 à Ceuta. Jeune il s'engage dans l'armée et participe à la guerre du Rif au Maroc.
Il est promu général en 1931.
En 1936, les dirigeants républicains font confiance Llano de la Encomienda, ils lui donne le commandement de la division de Barcelone en février 1936, la 4e division de l'armée républicaine. Quand le général Francisco Franco lance sa rébellion, le 18 juillet 1936, il soutient le parti de l'Union républicaine il préfère les communistes aux fascistes. Il assure au président Lluís Companys qu'il n'y a pas de troubles parmi les troupes dans les casernes de Barcelone. Cependant, les troupes débute un soulèvement dans les premières heures du 19 juillet 1936 et capturent les points clés de la ville. Il y avait 2 000 militaires rebelles, mais les républicains avaient le soutien de la police et pouvaient faire appel à 3000 gardes civils et 3200 gardes d'assaut.
Sa décision reste indécise dans sa réponse à la crise. Il continue de donner des ordres et faire des appels téléphoniques dans un effort pour arrêter la révolte, qui a provoqué une certaine confusion parmi les rebelles. Le général Manuel Goded Llopis est arrivé dans la ville de Majorque et a l'emprisonne. Il dirige les anarchistes de la Fédération anarchiste ibérique (FAI). Après des combats, le républicains reprennent Barcelone. Llano de la Encomienda est démis de son commandement après le soulèvement et est mis en quarantaine pour une période, car après sa piètre performance lors de la révolte, les autorités républicaines ne sont pas complètement sûr de sa loyauté.
Plus tard, il prend le commandement de l'armée du Nord entre les Asturies, la Cantabrie et le Pays basque. Ces régions ont maintenu une autonomie politique et militaire considérable. Dans la région minière des Asturies, les milices ont été menées par Belarmino Tomás, chef du comité du Front populaire pour cette région. Les forces armées à Santander (Cantabria) ont été menées par José García Vayas, ancien commandant du bataillon à Santoña. Les milices basques ont été militarisées le 26 octobre 1936. José Antonio Aguirre, président du Pays basque, a mis en place un état-major général, placé les industries de guerre sous le contrôle de l'armée et a appelé des réservistes. Le 26 novembre 1936, les forces basques atteignent 25 000 soldats, avec un régiment d'artillerie et des services de soutien. Ils ont essayé de former une armée basque, avec Eusko Gudarostea, bien que la Constitution interdisait cela.
Le 15 novembre 1936, il est envoyé à Bilbao. Il remplace le capitaine Francisco Ciutat de Miguel et devient commandant de l'Armée républicaine du Nord. En novembre 1936 il lance une tentative pour capturer Vitoria-Gasteiz. Un objectif clé, car elle ouvrit les communications terrestres entre le Pays basque et la France, mais la tentative a échoué.
Le 13 janvier 1937, le Conseil basque des Ministres décidé que le gouvernement basque et son ministre de la guerre retient ses compétences sur toutes les questions liées à la guerre et à l'utilisation des ressources humaines et matérielles, en dehors de l'ordre des opérations militaires.
Il commence une campagne dans le nord le 31 mars 1937. Son premier objectif était de capturer les zones industrielles de Pays basque, il s'empare de villes comme Guernica. Les bataillons basques obéissent finalement à l'ordre de Llano de la Encomienda durant la Campagne du Nord.
En avril 1937 après le bombardement de Guernica, José Antonio Aguirre demande au général Sebastián Pozas Perea de retirer 60 000 hommes des forces basques à Francisco Llano de la Encomienda pour incapacité de gérer cette armée. Le 27 mai 1937, Llano de la Encomienda a été officiellement remplacé par le général Mariano Gámir Ulibarri.
Bilbao est tombé le 19 juin 1937. Llano de la Encomienda était à Gijón jusqu'au dernier moment, puis il s'échappe par mer vers la France. Il retourne à Barcelone et a fait l'objet d'un procès concernant ses activités dans le nord, mais il est acquitté.
Après la chute de la Catalogne, il retourne à la zone centrale. À la fin de la guerre, il s'échappe en France et s'installe plus tard au Mexique, où il meurt en 1963.